# Pavel Kolesnikov
Pavel Kolesnikov (Novosibirsk, 25 februari 1989) is een Russische pianist en kamermuzikant. Hij werkte samen met choreografe Anne Teresa De Keersmaker aan een project rond de Goldbergvariaties van Johann Sebastian Bach.

## Biografie
Kolesnikov werd geboren in het Siberische Novosibirsk, als zoon van twee melomane wetenschappers. Hij begon op zesjarige leeftijd piano en viool te spelen. Zijn eerste pianolerares was Olga Gvozdeva, die zijn enthousiasme voor het instrument wist aan te wakkeren. Toen hij negen jaar oud was, gaf hij reeds recitals, in de streek rond Novosibirsk. Op 15-jarige leeftijd koos hij resoluut voor de piano en ging hij naar het conservatorium van Novosibirsk, waar hij van 2004 tot 2007 studeerde bij Mary Lebenzon. Hij zette zijn pianostudie voort aan het Conservatorium van Moskou, bij Nikolai Lugansky en Sergei Dorensky. Daarna ging hij naar het Royal College of Music in Londen, om te studeren bij Norma Fisher. In Muziekkapel Koningin Elisabeth in Brussel studeerde hij bij Maria João Pires. Hij nam ook deel aan masterclasses bij Dmitri Bashkirov, Stephen Kovacevich, Emile Naumoff, Renaud Capuçon, Christian Frank en Mario delli Ponti.
In 2012 riep BBC Radio 3 hem uit tot New Generation Artist. In 2014 sloot hij een exclusief contract met Hyperion Records. Hij maakte zijn debuut op de Proms met een uitvoering van Tsjaikovski's Piano Concerto No 2 met het National Youth Orchestra of Scotland en dirigent Ilan Volkov.  
Hij speelde in Carnegie Hall, Konzerthaus Berlijn, het Louvre, Queen Elizabeth Hall, Kings Place en Wigmore Hall in Londen en op festivals zoals Vancouver Recital Society, La Jolla Music Society, Spoleto Festival US, Ottawa Chamberfest, Banff Summer Arts Festival, Festival de La Roque-d’Anthéron, Musiq3 festival in Brussel, Aldeburgh Festival en Festival de la Wallonie. Hij speelde met orkesten zoals Tchaikovsky Symphony Orchestra, Czech National Symphony Orchestra, Toronto Symphony Orchestra, Calgary Philharmonic Orchestra, Malta Philharmonic Orchestra, National Philharmonic of Russia, London Philharmonic Orchestra, Philharmonia Orchestra, Symfonieorkest van Brazilië, City of Birmingham Symphony Orchestra, Hallé Orchestra, BBC Symphony Orchestra, BBC Philharmonic, BBC Scottish Symphony Orchestra en BBC National Orchestra of Wales. Hij werkte met muzikanten zoals Samson Tsoy, Narek Hakhnazaryan en Lawrence Power.
In 2018 trad hij op met Symfonieorkest Vlaanderen, voor uitvoeringen van Peer Gynt in De Bijloke in Gent, deSingel in Antwerpen, Concertgebouw Brugge, Kursaal Oostende en CC Zwaneberg in Heist-op-den-Berg. Met violiste Elina Buksha en cellist Aurélien Pascal vormde hij in 2018 Trio Aventure. In 2019 trad het trio op in het Flageygebouw in Brussel.
Met choreografe Anne Teresa De Keersmaker begon hij in 2019 aan een project rond de Goldbergvariaties van Johann Sebastian Bach. In deze solovoorstelling, die ze zelf danste, gebruikt ze de partituur als de blauwdruk voor de choreografie. Het maakt deel uit van haar continue zoektocht naar een eigen danstaal waarin structuur, vrijheid en emotie samenvloeien. Deze voorstelling was een coproductie van Rosas met Wiener Festwochen, Concertgebouw Brugge, De Munt / La Monnaie, Théâtre de la Ville, Parijs, Théâtre du Châtelet, Internationaal Theater Amsterdam, Sadler’s Wells en Montpellier Danse.

### Parfum
Kolesnikov verzamelt vintage parfum. Hij bezit een verzameling van ongeveer 150 flesjes, waarvan sommige dateren van het begin van de 20e eeuw. Als kind was hij bezeten van geuren en toen hij de "magische kunst" van het parfum ontdekte, was hij verkocht. Hij bestudeerde hoe parfum werkt en hoe het gemaakt wordt. Voor hem zijn muziek en parfum heel vergelijkbaar. Het zijn niet-visuele kunsten, die voor een deel "abstract" zijn, die zeer krachtige emoties kunnen overbrengen. Ze zijn ook beiden afhankelijk van een perfecte balans en de onderlinge relatie tussen de verschillende onderdelen.

## Onderscheidingen
- 2001 - "Concours de Piano" in Andorra.
- 2006 - "Gilels Piano Competition" in Odessa.
- 2007 - "The Young Talent of Russia"-award in Moskou.[23]
- 2010 - "Delia Steinberg Piano Competition" in Madrid.[24]
- 2012 - "Honens International Piano Competition"[25]